# Dějiny Maroka

Státní znak Marockého království

Dějiny Maroka jsou dějinami území současného Marockého království. Od 2. století př. n. l. zakládali na území Maroka osady Féničané, podél obchodních cest. Po jejich pádu přišli Římané, kteří roku 40 př. n. l. tuto oblast spojili se západní částí dnešního Alžírska a založili provincii Mauretania Tingitana. Římané ovládali zejména pobřeží, kde zakládali města, zatímco domorodí kočovní Berbeři se stáhli do vnitrozemí. Římská nadvláda skončila v 5. století, kdy byli Římané vytlačeni germánskými Vandaly. Ti založili nový stát, kde nejprve vytvořili vládnoucí elitu a později splynuli s berberským obyvatelstvem. V 6. století území ovládla Byzantská říše. V letech 705–708 pak islámští Arabové. Berberové se podrobili tím, že přijali islám, ale o svou nezávislost bojovali, takže roku 740 vypuklo berberské povstání, díky němuž se Berbeři ubránili pohlcení chalífátem. V roce 788 ale Arabové území přece jen ovládli, díky idrísidovské dynastii. Ta zemi vládla do roku 974. Roku 1061 ovládli Maroko Almorávidé, původně radikální islámská sekta pocházející z berberského kmene Lamtunů, z níž se časem vyvinula berberská královská dynastie. V letech 1121-1269 na ně navázala dynastie Almohadů, kterým se podařilo k Maroku připojit jih Pyrenejského poloostrova. Další berberskou dynastií byli Marínovci (1244–1465), přičemž Marrákeš dobyli roku 1269. V letech 1465 až 1554 vládli Vattásovci, za nichž se na pobřeží postupně usadili Španělé a Portugalci. Portugalci byli roku 1578 vyhnáni novou, arabskou dynastií Saadů, kteří vládli až do roku 1659, nicméně vliv Evropanů v oblasti nakonec posílili podpisem řady smluv s Francouzi. Vláda dynastie Alaouite (též Alawitů), jež byla u moci od roku 1666, byla kvůli francouzskému vlivu už spíše formální. V roce 1911 tento vliv vyvolal konflikt s Němci (První marocká krize, Druhá marocká krize), což v roce 1912 vyústilo ve zřízení oficiálního francouzského protektorátu v Maroku, přičemž Němci byli uspokojeni obchodními privilegii a Španělé částí území. Roku 1919 vypuklo na tomto španělském území berberské povstání Rifů pod vedením Abd al-Karíma, které vedlo k vyhlášení Rífské republiky v roce 1921. V témže roce se povstání rozšířilo i do francouzské části. Francouzi ho ale roku 1925 rozdrtili, o rok později se jim vzdal i Abd al-Karím (viz též Rífská válka). Protifrancouzský boj však neustal, v jeho čele stál alaouitský sultán Muhammad V. Francouzi ho roku 1953 donutili odejít do exilu, ale již za dva roky zrušili svůj protektorát, rok poté odešli i Španělé, Maroko roku 1956 vyhlásilo nezávislost a Muhammad V. byl povolán zpět a zvolen králem. V roce 1975 se Maroko zapojilo do sporu o Západní Saharu. V roce 2011 byly královské pravomoci omezeny po hlasování v referendu vyhlášeném v reakci na protesty v rámci tzv. arabského jara.